# Friedrich Vordemberge
Friedrich Vordemberge (nato Friedel Vordemberge; Osnabrück, 28 novembre 1897 – Colonia, 8 aprile 1981) è stato un pittore e professore universitario tedesco Cugino del grafico e pittore Friedrich Vordemberge-Gildewart, nel 1962 fu anch'egli insignito della Medaglia Justus Möser.

## Biografia

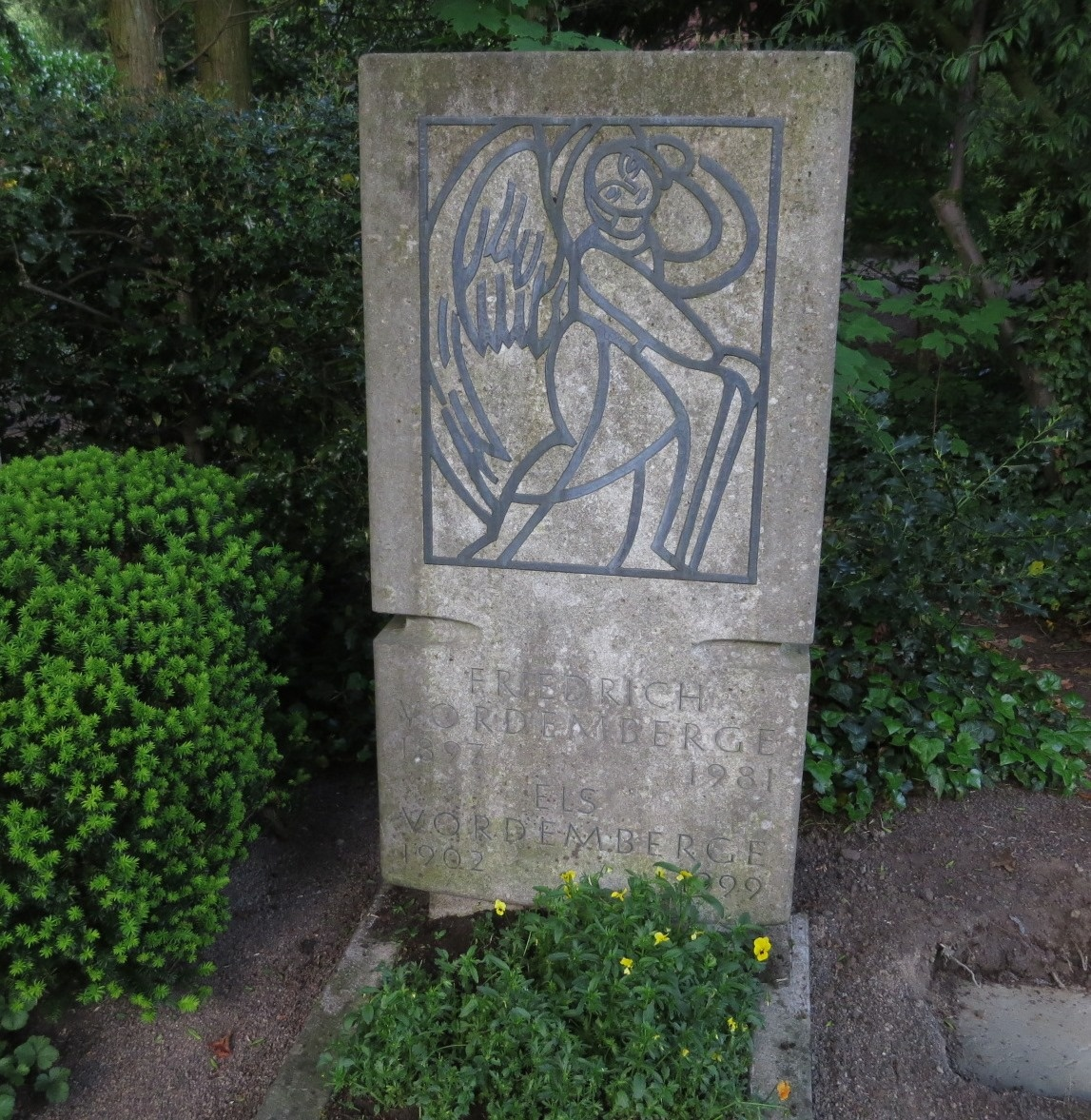
Tomba nel cimitero di Melaten a Colonia

Cresciuto a Osnabrück, Friedrich Vordemberge fu amico di Erich Maria Remarque e nel 1915 divenne membro del circolo romantico che Remarque descrisse nel suo romanzo giovanile Die Traumbude. Friedrich Vordemberge fu iscritto alla Ev. Knaben Mittelschule di Osnabrück nel 1904. Dopo aver prestato il servizio militare in Russia e in Francia, nel 1916 interruppe gli studi all'Accademia d'arte di Weimar. Tre anni più tardi, si iscrisse all'Accademia d'arte di Berlino, dove ebbe tra i suoi maestri Lovis Corinth, e all'Accademia d'arte di Düsseldorf, dove fu allievo di Heinrich Nauen. Nel frattempo, trascorse diversi periodi a Osnabrück e, dopo essere diventato scenografo e vice direttore della Rheinische Landesbühne di Düren nel 1921, due anni dopo si trasferì a Worpswede e Brema. Nel 1924 si stabilì a Colonia dove fondò l'Associazione per l'esposizione dei pittori di Colonia. Friedrich Vordemberge divenne membro dell'Associazione degli artisti tedeschi e partecipò alla sua grande mostra annuale nel 1929 nella Staatenhaus di Colonia con un dipinto a olio della Cattedrale di Notre Dame di Parigi
In breve tempo, Vordemberge acquisì notorietà per i suoi dipinti a olio dai colori intensi, per lo più figurativi o leggermente ridotti a forme geometriche di base. Si trattava di composizioni di superfici pittoriche stabili e sfalsate, orientate ai principi del disegno cubista. I lunghi viaggi di studio nel sud lo trasformarono Vordemberge in un "maestro italofilo" di acquerelli e disegni d'atmosfera. La materia cromatica, spesso mescolata con la sabbia, conferiva ai suoi dipinti a olio un "carattere pastello". I suoi temi artistici principali sono la città-paesaggio-mare, la natura morta e la Dolce Vita.
Dal 1939 al 1940 Vordemberge fu coscritto in Francia. Dopo aver subito i danni del bombardamento di Colonia nel 1944, si trasferì a Honnef. Tornato a Colonia dopo la guerra, organizzò l'associazione di artisti renani Köln 1945. Nel 1947 fu nominato membro della ricostituita scuola del lavoro di Colonia, di cui divenne direttore nel 1959. Nel 1961 fu nominato professore e fondò uno studio per studenti a Vinci, in Toscana. Anche dopo il suo pensionamento, nel 1965, continuò a insegnare pittura all'Università di Scienze Applicate per l'Arte e il Design di Colonia.
Nel 1926 sposò l'ebrea Els Vordemberge. Dal 1948 Friedrich Vordemberge visse a Colonia, in via Hansaring 17. Pochi anni prima della sua morte, si trasferì in un appartamento nella casa di fronte, in via Hansaring 18. Dopo un lungo ricovero in ospedale, vi morì di cancro. La sua tomba si trova nel cimitero di Melaten di Colonia (Sezione Lit. J); la lapide fu disegnata sulla base di una delle sue xilografie.

## Mostre (selezione)
- 1947: Kölnischer Kunstverein;
- 1952: Centro d'arte comunale di Bielefeld;
- 1961: Galleria comunale di Oberhausen;
- 1974: Museo storico-culturale di Osnabrück;
- 1983: Galleria Glöckner, Colonia;
- 1983: Museum Ludwig di Colonia.

## Premi e riconoscimenti
- 1954: Premio Cornelius della città di Düsseldorf;[8]
- 1954: Premio Karl-Ernst-Osthaus della città di Hagen;[8]
- 1961: Medaglia della Fondazione Nazionale Tedesca Campo Santo Teutonico di Roma;[8]
- 1962: Medaglia Justus Möser della città di Osnabrück;[1]
- 1963: Gran Croce Federale al Merito;[8]
- 1966: cittadinanza onoraria della città di Vinci (città natale di Leonardo da Vinci);[8]
- 1971: ospite d'onore a Villa Massimo a Roma.[8]

La città di Colonia assegna un premio annuale e una borsa di studio intitolata in suo onore.